# Phyle cartago
Phyle cartago är en fjärilsart som beskrevs av Frederick H. Rindge 1990. Phyle cartago ingår i släktet Phyle och familjen mätare. Inga underarter finns listade i Catalogue of Life.